# 北海道道40号礼文島線
北海道道40号礼文島線（ほっかいどうどう40ごうれぶんとうせん）は、北海道礼文郡礼文町内を通る道道（主要地方道）である。

## 概要
礼文島東側を縦断する路線である。

崖のすぐ横を通る路線のため落石の発生が多く、覆道が多数設置されている。

### 路線データ
- 起点：北海道礼文郡礼文町船泊（北海道道507号船泊港利礼公園線交点）
- 終点：北海道礼文郡礼文町知床（知床駐車公園）
- 総延長：22.485 km[1]
- 実延長：22.485 km[1]
- 重用延長：0.0 km[1]
- 未舗装延長：1.161 km[1]

### 道路管理者
- 宗谷総合振興局 稚内建設管理部 礼文出張所

## 歴史
- 1957年（昭和32年）3月30日 - 171号として路線認定[2]。
- 1993年（平成5年）5月11日 - 建設省から、道道礼文島線が礼文島線として主要地方道に指定される[3]。
- 1994年（平成6年）10月1日 - 路線番号を40号に変更[4]。

## 路線状況

### 道路施設

#### 廃止されたトンネル
- 駒谷崎トンネル（16 m、礼文町香深村香深井） ロックシェッド建設に伴い撤去

#### 主な橋梁
- 堺橋（15 m、内路川、礼文町船泊村 - 礼文町香深村）

#### 常設型ゲート
- 起登臼ゲート（礼文町香深村起登臼）
- 香深井ゲート（礼文町香深村香深井）

#### 覆道
- ロックシェッド

## 地理

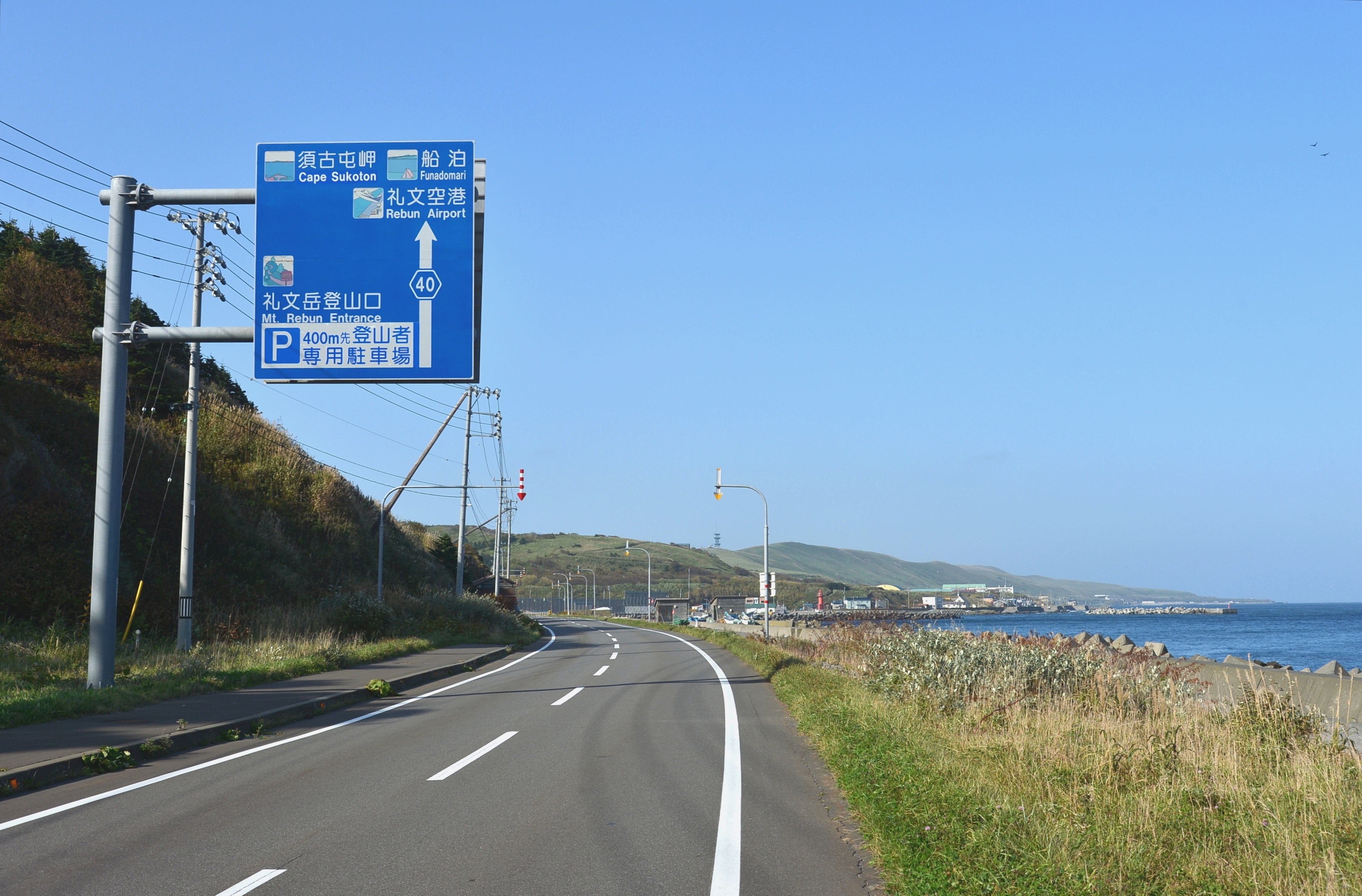
北海道道40号礼文島線・礼文郡礼文町大字香深村（2016年10月）

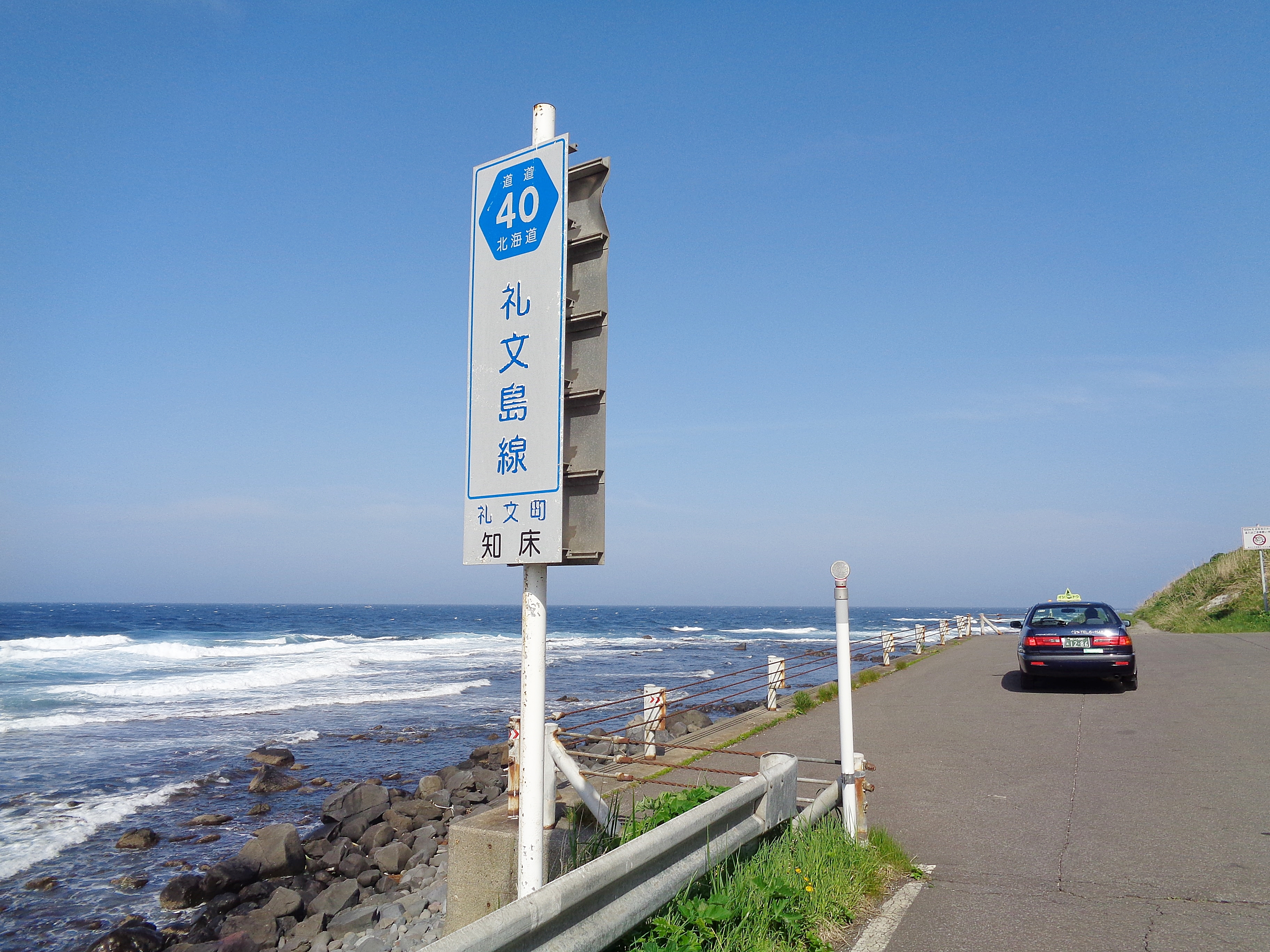
道道40号線知床終端部

### 通過する自治体
- 宗谷総合振興局
  - 礼文郡礼文町

### 交差する道路
礼文町
- 北海道道507号船泊港利礼公園線 - 船泊村ヲションナイ（起点）
- 北海道道765号元地香深線 - 香深村トンナイ

### 沿線にある施設など
礼文町
- 北海道礼文高等学校
- 内路漁港
- 内路郵便局
- 香深井郵便局
- 香深井漁港
- 礼文町役場
- 香深港
- 礼文香深郵便局
- 香深港フェリーターミナル